# David Bell (baseball)
Pour les articles homonymes, voir David Bell et Bell.
David Michael Bell (né le 14 septembre 1972) est un ancien joueur de baseball professionnel américain et actuel manager des Reds de Cincinnati de la Ligue majeure de baseball (MLB). Au cours de sa carrière de joueur de 12 ans en MLB, Bell a joué aux postes de champ intérieur pour les Indians de Cleveland, les Cardinals de St. Louis, les Mariners de Seattle, les Giants de San Francisco, les Phillies de Philadelphie et les Brewers de Milwaukee. Il a fait ses débuts en MLB pour les Indiens en 1995.